# Scott Taylor (político)
Scott William Taylor (Baltimore; 27 de junio de 1979) es un político americano y exmiembro de la fuerza de operaciones especiales de la armada de los Estados Unidos. Fue representante del 2° distrito congresional de Virginia entre 2017 y 2019. Como miembro del partido Republicano, fue miembro de la Casa de Delegados de Virginia representando al 85.º distrito. Al buscar la reelección, fue derrotado por la ex marine demócrata Elaine Luria. El 8 de julio de 2019 anunció su intención de ser candidato a Senador de Estados Unidos en 2020. Sin embargo, en diciembre de 2019 decidió presentarse una vez más a la Cámara de Representantes de EE.UU., en lo que sería una revancha entre Luria y Taylor.

## Carrera y Juventud
Scott William Taylor nació en Baltimore y fue criado en Hebron, ambos en el estado de Maryland.
Al terminar la secundaria se alistó en la Marina de los Estados Unidos y sirvió en la fuerza de operaciones especiales de la armada de los Estados Unidos (SEAL). Empezó participando en misiones de defensa antinarcóticos y de inteligencia extranjera. Habla español con fluidez y sirvió en el extranjero en América Central y América del Sur en misiones contra el narcotráfico y de defensa interna extranjeras.
Además, fue francotirador durante la Operación Libertad Iraquí y pasó dos años como instructor enseñando puntería y reconocimiento. Taylor apareció en la película de Discovery Channel Secrets of Seal Team 6.
Después de dejar el ejército, Taylor trabajó como consultor en seguridad y protección de infraestructura crítica, viajando frecuentemente a Yemen. Además, se graduó de la escuela de Extensión de la Universidad con un Bachillerato en Artes Liberales centrado en Relaciones Internacionales. También recibió una certificación en contratación gubernamental de la Universidad de Old Dominion.

## Carrera política
En 2008 Taylor se postuló para alcalde de Virginia Beach, en el estado de Virginia, por el Partido Republicano. Fue candidato en las elecciones primarias de 2010 para el segundo distrito congresional de Virginia, pero perdió ante Scott Rigell. Taylor fue elegido como miembro de la Cámara de Delegados de Virginia por el distrito 85 en noviembre de 2013. Como delegado, Taylor copatrocinó un proyecto de ley para prohibir la discriminación basada en la orientación sexual y la identidad de género en el trabajo y la vivienda.
En 2012, Taylor fundó el fondo de educación OPSEC, un comité de acción política formado en 2012 para acusar a la Administración Obama de filtrar datos de seguridad y por darse demasiado crédito por el asesinato de Osama bin Laden en 2011. Fue el primer presidente de este.

### Cámara de Representantes

#### Elección del 2016
Cuando el republicano Scott Rigell anunció que no buscaría la reelección, Taylor ganó la nominación del Partido Republicano para el segundo distrito congresional de Virginia en la Cámara de Representantes de los Estados Unidos. Derrotó a Randy Forbes en las elecciones primarias y al demócrata Shaun Brown por 61.3% a 38.5%, ganando las elecciones generales el 8 de noviembre de 2016. Taylor fue miembro de la asociación de republicanos moderados Main Street Partnership, así como del Comité de Estudio Republicano y la Comisión de Soluciones para el Cambio Climático.

#### Elección del 2018 e investigación por fraude electoral
En mayo de 2018, Elaine Luria, excomandante de la marina, anunció su intención de postularse para el cargo de Taylor. En las primarias demócratas del 10 de junio, Luria recibió el 62% de los votos, derrotando a Karen Mallard, quien recibió el 38%. En las primarias republicanas, Taylor derrotó fácilmente a Mary Jones, obteniendo el 76%  de los votos contra el 24% que obtuvo Jones.
El 7 de agosto de 2018, el fiscal de la mancomunidad de Virginia nombró a un fiscal especial para investigar las peticiones fraudulentas distribuidas por los miembros de la campaña de Taylor en nombre del candidato independiente Shaun Brown. Una solicitud de FOIA hecha por WHRO resultó en el descubrimiento de que cuatro trabajadores remunerados de la campaña de Taylor habían recogido firmas para poner a Shaun Brown en la papeleta electoral como candidato independiente en la elección del segundo distrito. Reunir firmas para poner a otro candidato en la papeleta electoral es legal, pero los observadores creen que la «aparición en la lista de Brown podría dividir el voto demócrata en una elección altamente competitiva». En agosto, luego de que surgieran acusaciones de que algunas de las firmas reunidas por su personal fueron falsificadas, Taylor dijo que «Mi campaña mantiene una política de tolerancia cero con respecto a las actividades inapropiadas» y cortó los lazos con su asesor de campaña. En mayo de 2019, uno de los cuatro empleados fue acusado de dos cargos de fraude electoral, un delito grave castigado con una pena de prisión de uno a 10 años y una multa de $ 2,500.
El 5 de septiembre de 2018, después de escuchar los testimonios pertinentes a la demanda civil, el juez de la corte del Circuito de Richmond, Gregory L. Rupe, ordenó la eliminación del nombre de Brown de la papeleta electoral del 2.º Distrito porque 377 firmas habían sido recogidas fraudulentamente por cuatro empleados de Taylor. Los empleados presentaron declaraciones juradas ante el tribunal de que si se les llamaba a declarar sobre si Taylor dirigió sus esfuerzos para recolectar o falsificar las firmas, invocarían su derecho basado en la Quinta Enmienda contra la autoinculpación. El exasesor de campaña de Taylor, Rob Catron, también presentó una declaración jurada diciendo que él también invocaría su derecho basado en la Quinta Enmienda contra la autoincriminación si se le preguntaba si sabía que las firmas fueron falsificadas, y si hubo o no un intento de defraudar a la Junta Estatal de elecciones. Una investigación criminal continúa activa sobre el fraude electoral por un fiscal especial del estado de Virginia.
El 6 de noviembre de 2018, Taylor perdió ante Luria, llevándose el 48.9% de los votos mientas que Luria un 51.1%.  Taylor solo ganó tres de las nueve jurisdicciones de nivel de condado del distrito, y solo obtuvo una de las ciudades independientes, Poquoson. Incluso perdió su ciudad natal, Virginia Beach.

#### Elecciones 2020
El 8 de julio de 2019 Taylor anunció que se postularía para el Senado en 2020, contra del titular desde hace dos períodos Mark Warner. En una entrevista con Associated Press después de anunciar su candidatura, Taylor dijo que su servicio militar y su historial moderado en temas sociales podrían ayudarlo a atraer votantes. Acusó a Warner de alejarse del centro a favor de los negocios que había abrazado como gobernador y se centró demasiado en fomentar la «ilusión» de que Donald Trump se confabuló con Rusia.
Taylor decidió retirarse como candidato al senado el 9 de diciembre de 2019, y en su lugar eligió postularse para su antiguo puesto en la Cámara de Representantes de su distrito, estableciendo una posible revancha electoral general entre Luria y Taylor. Taylor llamó la atención al referirse a las congresistas, como su oponente Elaine Luria, que se graduó de la Academia Naval de los Estados Unidos, como «chicas que tienen antecedentes en la seguridad nacional».

#### Proyectos de ley aprobados
- En el Congreso de los Estados Unidos:

Taylor propuso una Ley VA SEA a partir de sus preocupaciones por las respuestas de altos funcionarios de VA a las quejas sobre la mala gestión de los asuntos relacionados con los veteranos en el Centro Médico de Hampton. Su proyecto se convirtió en ley en 2018. El Congreso de los Estados Unidos también aprobó su proyecto de Alerta Ashanti. También propuso un lenguaje de Asignaciones de Carreteras de Defensa que se convirtió en una ley que establece que el Departamento de Defensa puede trabajar con el Departamento de Transporte para así ayudar a financiar proyectos fuera de la base, en las áreas dónde hay inundaciones recurrentes y aumento del nivel marino.
- Como delegado

Taylor aprobó la ley de micromecenazgo de capital, que facilita el acceso de las pequeñas empresas al capital. También estableció la ley de la Fundación de Servicios a Veteranos, que establece que, para apoyar su misión, se le permitiría a la fundación aceptar fondos de cualquier fuente, incluida la recaudación de fondos privados y otros. También aprobó un proyecto de ley que buscaba establecer un centro de recursos para veteranos con al menos un asesor de veteranos a tiempo completo en el campus de cada una de las siete universidades comunitarias integrales de la Commonwealth.

### Posturas políticas

#### Aborto
Taylor personalmente se opone al aborto y a la financiación del procedimiento con dinero de los contribuyentes.

#### Milicia
En abril de 2018, Taylor elogió al presidente Trump por la acción militar «medida» y «calculada» que llevó a cabo en Siria junto con los franceses y británicos. Taylor dijo que estaba «afligido» con respecto a tomar medidas militares internacionales, pero en el caso de Siria sintió que Trump «escuchó a sus asesores«.

#### Derechos LGBT
En 2010 declaró, en relación con la política de Don't Ask Don't Tell, que «animo a todos a servir con honor en el ejército, independientemente de su orientación sexual. No se permiten las relaciones heterosexuales durante el servicio de nuestros hombres y mujeres, por lo que creo que esto es un movimiento completamente político.»
En septiembre de 2017, Taylor dijo que se oponía a la prohibición de las personas transgénero en el ejército. «Si puedes servir, sirve [dijo]. "No me importa si eres gay, heterosexual, transgénero o no. Si estás dispuesto a ir, genial.» Agregó, no obstante, que los militares no deberían tener que pagar por la cirugía de reasignación de género.
En mayo de 2017, Taylor fue un copatrocinador de H.R. 2282, la versión del Acto de Igualdad entregado en la Cámara de Representantes durante el 115.º Congreso.

#### Inmigración
Taylor apoyó la orden ejecutiva del presidente Donald Trump de 2017 de imponer una prohibición temporal a la entrada a los Estados Unidos a ciudadanos de siete países de mayoría musulmana. Afirmó que "Si bien no estoy de acuerdo con parte de la retórica, hacer una pausa, averiguar si estamos investigando adecuadamente a las personas y hacer cambios si es necesario para continuar con nuestros principios estadounidenses es prudente y necesario. La seguridad y protección de nuestros ciudadanos debe seguir siendo nuestra prioridad número uno ".
En 2018, Taylor se opuso a la deportación de personas que fueron traídas ilegalmente a los Estados Unidos cuando eran niños. También declaró que había que buscar la forma de que otros que estaban en el país ilegalmente pudieran regularizar su situación. Taylor favorece la aplicación de la ley de inmigración y la seguridad fronteriza, pero se opone al plan de Trump de construir un muro a lo largo de la frontera con México.

#### Legalización del cannabis
El 27 de febrero de 2017, Taylor fue uno de los copatrocinadores originales de la ley HR 1227 - Finalización de la Ley Federal de Prohibición de la Marihuana de 2017.

#### Reforma de la salud pública
El 4 de mayo de 2017, Taylor votó a favor de la Reforma de Salud (HR) 1628 o American Health Care Act de 2017.

#### Energía y medio ambiente.
Taylor acepta la existencia del cambio climático, pero no está seguro de cual es la contribución de los humanos a este. Considera que «existen dudas sobre lo que puede hacer el hombre acerca del cambio climático».
Durante la campaña en las primaria legislativas de 2010, expresó su apoyo a la perforación de petróleo en alta mar a lo largo de la costa de Virginia. En 2018, después de que el presidente Trump anunciara planes para levantar la prohibición de la extracción de petróleo en alta mar en el Océano Atlántico, Taylor expresó su oposición al plan, argumentando que la perforación podría interferir con el entrenamiento militar y citando la oposición de las localidades dentro de su distrito.

#### Impuestos
Taylor apoyó la Ley de Empleo y Reducción de Impuestos de 2017. Su rival demócrata en 2018, Elaine Luria, lo criticó por esto argumentando que la mayoría de los beneficios del proyecto de ley fueron para las personas más ricas y el 98% de las familias vieron un recorte impositivo promedio de $ 688. «Puedo decirle en este momento que $ 688 puede suponer la diferencia entre que las luces estén encendidas o apagadas», respondió Taylor, y agregó que fue criado por una madre soltera con unos ingresos modestos. «Nueve de cada diez personas en este distrito han visto aumentar el dinero que tenían en el bolsillo [...] Sé que aquí se beneficiaron de esa reforma fiscal y estoy orgulloso de haberla apoyado.»

#### Trump
En febrero de 2017, después de que Trump comparara a la comunidad de inteligencia con los servicios secretos de la Alemania Nazi, Taylor declaró  que el presidente Donald Trump y la comunidad de inteligencia «necesitan ponerse en la misma página muy rápidamente». También criticó la decisión de Trump de colocar a Steve Bannon en el Consejo de Seguridad Nacional .
Cuando se le preguntó qué pensaba sobre los millones de dólares de los contribuyentes que Trump gastaba en los viajes y la seguridad de su familia, Taylor dijo que dichos gastos eran «una preocupación legítima», pero argumentó que la familia Obama gastó cantidades similares.
Según FiveThirtyEight, Taylor votó junto a Trump el 97.8% de las veces.

## Libro
En febrero de 2015 publicó el libro Trust Betrayed: Barack Obama, Hillary Clinton and the selling out of America's national security . En este, criticó al vicepresidente Joe Biden por revelar que el SEAL Team Six fue responsable de matar a Osama bin Laden. Culpó a la pobre seguridad diplomática que condujo al fiasco de Bengasi al deseo de la administración Obama de una "huella ligera" en Libia, que según él fue causada por una doctrina de política exterior que colocó los intereses de Estados Unidos debajo de la política partidista.